# Gradišče pri Vojniku
Gradišče pri Vojniku je naselje v Občini Vojnik.

## Prebivalstvo
Etnična sestava 1991:
- Slovenci: 49 (98 %)
- Hrvati: 1 (2 %)